# Piletocera viola
Piletocera viola là một loài bướm đêm trong họ Crambidae.